# 中興 (渤海)
中興（794年）是渤海国成王大華璵的年号，共计1年。

## 纪年
新舊《唐書》記載其年號名稱，但未明確指出確切年代範圍。金毓黻編著的《渤海國志長編》考訂認為在西元794年，總計使用1年；李崇智《中國歷代年號考》從金說。魏國忠《渤海史》及梁玉多《渤海國編年史》與金說同。
| 中興 | 元年  |
| ---- | ----- |
| 公元 | 794年 |
| 干支 | 甲戌  |

## 同期存在的其他政权年号
- 中國
  - 貞元（785年－805年）：唐朝—唐德宗李适之年號
  - 上元（784年－808年）：南詔—異牟尋之年號
- 日本
  - 延曆（782年－806年）：桓武天皇之年號

## 深入閱讀
- 李崇智. . 北京: 中華書局. 2004年12月. ISBN 7101025129.
- 鄧洪波. . 臺北: 國立臺灣大學東亞經典與文化研究計劃. 2005年3月  [2022-01-03]. ISBN 9789860005189. （原始内容 (pdf)存档于2007-08-25）.
- 魏國忠、楊雨舒. . 北京: 中國社會科學出版社. 2019年12月. ISBN 7520331777.
- 梁玉多. . 哈爾濱: 黑龍江人民出版社. 2004年12月. ISBN 720706005.

| 前一年號： 大兴 | 渤海国年号 794年 | 下一年號： 正曆 |